# São Deocleciano
São Deocleciano é um bairro situado na Zona Leste do município de São José do Rio Preto. Fica entra a antiga chácara do Maquininha (hoje Residencial Vila Flora), córrego da Felicidade, São Miguel e áreas urbanas não loteadas com a população 7.089 segundo o Censo 2010.O bairro passa por uma grande transformação.
O bairro fica a quatro quilômetros do bairro Jardim dos Seixas, dez quilômetros Parque das Amoras 1, nove quilômetros do bairro Vila Redentora e dez quilômetros do bairro Jardim Schmitt e foi criado na década de 80 com moradias populares. Mas agora, mais de 30 anos depois, é cercado por condomínios fechados, o que chama a atenção de investidores, causando a supervalorização dos imóveis. Hoje é referência comercial na Zona Leste de São José do Rio Preto. 
O bairro é transformado a cada semana. Essa transformação frenética começou por volta de 2013.Temos alguns nomes significativos na história do bairro, como não citar o Padre Ernesto da Paróquia Nossa Senhora do Brasil, há anos tem feito a diferença por lá; como não lembrar do saudoso Pastor Alberto que lutou por melhorias no bairro junto a políticos da época, que foi pioneiro em tempos de rivalidade a tentar unir a comunidade em um todo, independente de religião. 
Como não citar o Presbítero William, conhecido como Willi ou Peruano, grande incentivador do esporte na comunidade, ajudava a promover eventos esportivos no "Campão do Bairro", onde alguns moradores hoje tem o prazer de chamar de "Parque dos Monstros", Mas que antes via os meninos do Seu Divino desfilar seu futebol por lá, se você é nascido de 1977 a 1988 já deve ter disputado campeonatos pelo Seu Divino, regado a paçoca e guaraná, bancados pelo próprio treinador e dono do time.